# Clarke MacArthur
Clarke MacArthur (* 6. April 1985 in Lloydminster, Alberta) ist ein ehemaliger kanadischer Eishockeyspieler und -trainer. Der Center bestritt zwischen 2006 und 2017 über 500 Partien für die Buffalo Sabres, Atlanta Thrashers, Toronto Maple Leafs und Ottawa Senators in der National Hockey League. Seine Karriere musste er frühzeitig aufgrund mehrerer Gehirnerschütterungen sowie deren Folgen (postkommotionelles Syndrom) beenden.

## Karriere
MacArthur spielte während seiner Juniorenzeit drei Jahre für die Medicine Hat Tigers in der Western Hockey League. Er wurde beim NHL Entry Draft 2003 von den Buffalo Sabres aus der National Hockey League in der dritten Runde an 74. Stelle ausgewählt. Clarke gab in den Calder-Cup-Playoffs 2004/05 sein Profidebüt beim Farmteam der Sabres, den Rochester Americans, in der American Hockey League. In seiner ersten vollständigen Spielzeit in Rochester in der Saison 2005/06 ging er in 69 Spielen auf das Eis und erzielte insgesamt 53 Scorerpunkte.
Am 19. Dezember 2006 wurde er in den NHL-Kader der Sabres berufen und gab sein NHL-Debüt gegen die Canadiens de Montréal. In seinem vierten NHL-Spiel am 20. Februar 2007 konnte er dann auch seinen ersten Scorerpunkt erzielen, als er die Vorlage zum Tor von Andrew Peters gab. Zwei Tage später erzielte er dann sein erstes Tor in der NHL gegen die Ottawa Senators. In der Spielzeit 2007/08 wurde er zunächst nur in der AHL eingesetzt und gehörte da zu den punktbesten Spielern seiner Mannschaft. Mitte der Saison wurde er dann in den NHL-Kader zurückbeordert und erkämpfte sich dabei einen Stammplatz für die folgende Spielzeit. Im März 2010 wurde er für zwei Draftpicks an die Atlanta Thrashers abgegeben und unterzeichnete fünf Monate später im August als Free Agent einen auf ein Jahr befristeten Vertrag bei den Toronto Maple Leafs. Nachdem Chris Stewart und Wayne Simmonds die Eispiraten Crimmitschau verlassen hatten, wurde MacArthur vom Verein aus der 2. Eishockey-Bundesliga als Ersatz verpflichtet. Dort absolvierte der Angreifer während des Lockouts der Saison 2012/13 neun Spiele, bevor er zu den Maple Leafs zurückkehrte. Im Juli 2013 unterzeichnete MacArthur als Free Agent einen Zweijahresvertrag bei den Ottawa Senators, für die er in der Spielzeit 2013/14 56 Scorerpunkte erzielte und in der Folge im August 2014 einen neuen Vertrag bis zum Ende der Saison 2019/20 erhielt, der ihm ein durchschnittliches Jahresgehalt von 4,65 Millionen US-Dollar einbringen soll.
Im Oktober 2015, im vierten Spiel der gerade begonnenen Saison, zog sich MacArthur eine weitere Gehirnerschütterung zu, nachdem er bereits im Februar 2015 mit seinem eigenen Torhüter Robin Lehner kollidiert war. In der Folge litt er an einem postkommotionellen Syndrom und fiel auf unbestimmte Zeit aus. Zum Ende der Saison 2015/16, im März 2016, wurde er medizinisch für spielbereit erklärt, allerdings entschied man sich gegen eine direkte Rückkehr aufs Eis und wollte stattdessen bis zum Beginn der kommenden Spielzeit warten. In der Vorbereitung darauf erlitt MacArthur jedoch eine weitere Gehirnerschütterung, als er im Training vom erst jüngst zum Team gestoßenen Patrick Sieloff in die Bande gecheckt wurde und somit erneut ausfiel. Im Januar 2017 gaben die Senators bekannt, dass MacArthur für den Rest der Saison ausfallen würde, wobei Zweifel laut wurden, ob er jemals wieder aufs Eis zurückkehren könne. Anfang April 2017 jedoch gab der Kanadier sein Comeback in der NHL und absolvierte somit sein erstes Pflichtspiel nach eineinhalb Jahren Verletzungspause. Nach der Saison traten allerdings wieder Symptome auf, sodass MacArthur erneut ausfiel. Letztlich bedeutete dies das Ende seiner aktiven Karriere, in der er 552 NHL-Partien absolvierte und dabei 305 Scorerpunkte verzeichnete. Anschließend arbeitete MacArthur zwischen 2019 und 2021 kurzzeitig als Trainer in der Organisation seines Ex-Teams Ottawa Senators.

### International
Clarke MacArthur vertrat sein Heimatland bei der U20-Weltmeisterschaft 2005, bei der er vier Tore erzielte und mit dem Team die Goldmedaille gewann.

## Erfolge und Auszeichnungen
- 2004 President’s-Cup-Gewinn mit den Medicine Hat Tigers
- 2004 Memorial Cup All-Star-Team
- 2005 WHL East First All-Star Team
- 2007 Teilnahme am AHL All-Star Classic

### International
- 2005 Goldmedaille bei der U20-Junioren-Weltmeisterschaft

## Karrierestatistik

### International
Vertrat Kanada bei:
- U20-Weltmeisterschaft 2005

(Legende zur Spielerstatistik: Sp oder GP = absolvierte Spiele; T oder G = erzielte Tore; V oder A = erzielte Assists; Pkt oder Pts = erzielte Scorerpunkte; SM oder PIM = erhaltene Strafminuten; +/− = Plus/Minus-Bilanz; PP = erzielte Überzahltore; SH = erzielte Unterzahltore; GW = erzielte Siegtore; 1 Play-downs/Relegation; Kursiv: Statistik nicht vollständig)